# Мызников, Василий Владимирович
Василий Владимирович Мызников (15 января 1924 ― 19 августа 2019) ― советский и российский хозяйственный и общественный деятель, участник Великой Отечественной войны, почётный гражданин города Борисоглебска (1995), почётный работник электронной промышленности.

## Биография
Родился 15 января 1924 года в городе Борисоглебске, ныне Воронежской области в семье рабочего. Обучался в городской школе №47, которую окончил в 1941 году. В начале Великой Отечественной войны начал свою трудовую деятельность рабочим. 
В 1942 году был призван в Красную армию. Участник Великой Отечественной войны. Сначала проходил обучение в Куйбышеве в гвардейском стрелковом училище. С мая 1943 года являлся командиром стрелковой роты в действующей армии на 4-м Украинском фронте. Был ранен, находился на излечении в госпитале. По возвращении в часть обнаружилось, что по ошибке его посчитали пропавшим без вести. В сентябре 1943 года под Мелитополем получил тяжёлое ранение в ногу. Лечился в госпитале в городе Баку, ногу ампутировали. Вновь, по ошибке, на одном из обходов комиссия врачей в медицинской карте записала диагноз заражение крови и признала его умершим. По состоянию здоровья был уволен с военной службы. Награждён медалью «За отвагу». 
Вернувшись домой, отправился учиться в Московское высшее техническое училище имени Баумана на факультете «Точная механика». Окончил обучение в мае 1951 года, получил специальность инженер-механик. По распределению был направлен работать на курский завод «Счетмаш». Здесь он от рядового инженера вырос до руководителя отдела технического контроля. В октябре 1953 года ему доверяют возглавить машинно-тракторную станцию Золотухинского района Курской области.
С 1956 года трудился механиком на Борисоглебском чугунолитейном заводе, позже стал инженером-конструктором. В 1959 году становится главным инженером на чугунно-литейном заводе в Борисоглебске.  В 1961 году направляется на должность главного инженера Борисоглебского филиала Воронежского завода радиодеталей. Вскоре филиал преобразован в отдельное предприятие - Борисоглебский приборостроительный завод. С 1966 по 1990 годы работал в должности директора этого завода. 
Под его руководством завод расширял производственные мощности, улучшал социально-бытовую инфраструктуру города. Одним из первых предприятий Борисоглебска, которое развернуло жилищное строительство для своих работников.
Активный участник общественной жизни Борисоглебска: входил в состав парткома завода, был членом бюро горкома КПСС, неоднократно избирался депутатом городского Совета народных депутатов, в пенсионном возрасте исполнял обязанности  заместителя председателя городского Совета Ветеранов.
14 февраля 1995 года решением депутатов Борисоглебского городского Собрания удостоен звания Почётный гражданин города Борисоглебска.
Проживал в городе Борисоглебске. Умер 19 августа 2019 года.

## Награды и звания
- Орден Отечественной войны I степени (11.03.1985),
- два ордена Трудового Красного Знамени (1971, 1986),
- Медаль «За отвагу»,
- другими медалями
- Почётный работник электронной промышленности
- Почётный гражданин города Борисоглебска (14.02.1995)